# Revaja
Revaja (hebrejsky רְוָיָה, anglicky Revaya, v oficiálním seznamu sídel Rewaya) je vesnice typu mošav v Izraeli, v Severním distriktu, v Oblastní radě Emek ha-Ma'ajanot.

## Geografie
Leží v nadmořské výšce 110 metrů pod mořskou hladinou v intenzivně zemědělsky využívaném Bejtše'anském údolí, které je součástí Jordánského údolí. V okolí obce se nacházejí četné vydatné prameny, ale původní vádí protékající údolím byla většinou kvůli zemědělskému hospodaření svedena do umělých vodotečí. Údolí je rovinaté, s rozsáhlými plochami umělých vodních nádrží a zemědělských pozemků. Člení ho jen nevelké pahorky, většinou lidského původu coby stopy dávného osídlení jako Tel Te'omim a Tel Nufar východně odtud. Zhruba 2 kilometry na západ od vesnice se terén prudce zvedá do svahů pohoří Gilboa s horou Har Avinadav (440 m n. m.), ze které do údolí stéká vádí Nachal Avinadav.
Vesnice je situována cca 30 kilometrů jižně od Galilejského jezera, 8 kilometrů západně od Jordánu, cca 5 kilometrů jižně od města Bejt Še'an, cca 80 kilometrů severovýchodně od centra Tel Avivu a cca 62 kilometrů jihovýchodně od centra Haify. Obec obývají Židé, přičemž osídlení v tomto regionu je ryze židovské. Revaja tvoří společně s mošavy Rechov a Sdej Trumot a se společnou osadou Tel Te'omim aglomeraci vzájemně propojených zemědělských vesnic zvaných Jišuvej Bikura (ישובי ביכורה).
Revaja je na dopravní síť napojena pomocí severojižního tahu dálnice číslo 90.

## Dějiny
Revaja byla založena v roce 1952. Zakladateli obce byli židovští přistěhovalci z Maroka. Původně byla pracovně nazývána Farvana Bet (פ'רונה ב) - podle nedalekého mošavu Rechov, který se původně nazýval Farvana (פ'רונה) nebo Farvana Alef. Usadilo se tu 60 zemědělských rodin.
Zpočátku čelila vesnice ekonomickým problémům, protože prvním osadníkům chyběly zkušenosti s farmařením a obec byla dopravně izolovaná. Počátkem 90. let 20. století se v mošavu usadilo 100 rodin etiopských Židů. Vznikla tu nová čtvrť s 52 bytovými jednotkami.
Ekonomika obce je založena na intenzivním zemědělství (skleníkové komplexy), kterým se živí 30 % populace. Část lidí dojíždí za prací mimo obec. Zařízení předškolní péče o děti a základní škola se nacházejí v komplexu Bikura (ביכורה) ve středu zdejší aglomerace vesnic, cca 1 kilometr východně od mošavu Ravaja. V komplexu Bikura jsou i další veřejné služby a instituce, které využívají obyvatelé okolního bloku vesnic, jako plavecký bazén a sportovní areály, obchod a knihovna. V Revaja je k dispozici synagoga.

## Demografie
Obyvatelstvo mošavu Revaja je smíšené, tedy sekulární i nábožensky orientované. Podle údajů z roku 2014 tvořili naprostou většinu obyvatel v Revaja Židé (včetně statistické kategorie „ostatní“, která zahrnuje nearabské obyvatele židovského původu ale bez formální příslušnosti k židovskému náboženství).
Jde o menší sídlo vesnického typu s rostoucí populací. K 31. prosinci 2014 zde žilo 380 lidí. Během roku 2014 populace stoupla o 4,1 %.
| Rok            | 1961 | 1972 | 1983 | 1995 | 2001 | 2003 | 2004 | 2005 | 2006 | 2007 | 2008 | 2009 | 2010 | 2011 | 2012 | 2013 | 2014 |
| -------------- | ---- | ---- | ---- | ---- | ---- | ---- | ---- | ---- | ---- | ---- | ---- | ---- | ---- | ---- | ---- | ---- | ---- |
| Počet obyvatel | 246  | 346  | 230  | 333  | 199  | 218  | 225  | 227  | 215  | 234  | 253  | 346  | 342  | 358  | 363  | 365  | 380  |